# Brandeglio
Brandeglio è una frazione del comune italiano di Bagni di Lucca, nella provincia di Lucca, in Toscana.

## Geografia fisica
Il piccolo paese si trova a 640 m s.l.m. ed è raggiungibile tramite un bivio della Strada statale 12 dell'Abetone e del Brennero all'altezza di Pian dell'Ospedaletto. Tale strada, l'unica del paese, dopo 6 chilometri di salita per il monte porta a un primo complesso abitato chiamato "Montaglioni", per poi continuare fino alla piazza, la quale comprende una fontana con acqua potabile, un edificio religioso e un monumento dedicato ai paesani caduti nella prima guerra mondiale.

## Storia
Brandeglio è citato come villa del plebato della pieve di San Quirico e Giulitta di Casabasciana (che oggi è un'altra frazione di Bagni di Lucca) in alcune pergamene lucchesi del X secolo.

## Monumenti e luoghi d'interesse
Molti sono i luoghi di culto nel paese, questi i principali:
- Chiesa di Santa Maria Assunta (XV secolo), originariamente dedicata a Sant'Anna è la chiesa di riferimento del paese e si trova non lontano dalla piazza. Nel corso del tempo ha subito numerosi rimaneggiamenti, l'ultimo nel 1903. La costruzione è affiancata da un campanile.[3]
- Cappella della Madonna delle Grazie (XVI secolo) detta "La Margine",[senza fonte] si affaccia direttamente sulla piazza.[4]
- Ruderi della chiesa di San Michele e dello Spirito Santo, detta "Al Santo", vecchia chiesa parrocchiale di Brandeglio, in passato dedicata a Santa Maria.[3][5]